# Impossible Creatures
| Сводный рейтинг       | Сводный рейтинг       |
| Агрегатор             | Оценка                |
| --------------------- | --------------------- |
| GameRankings          | 77,85 %               |
| Metacritic            | 72 / 100 (30 обзоров) |
| MobyRank              | 74 / 100              |
| TopTenReviews         | [ 5 ]                 |
| Иноязычные издания    |                       |
| Издание               | Оценка                |
| 1UP.com               | C                     |
| AllGame               | [ 7 ]                 |
| CVG                   | 6,5 / 10              |
| Eurogamer             | 7 / 10                |
| GameRevolution        | B                     |
| GameSpot              | 7,9 / 10              |
| Русскоязычные издания |                       |
| Издание               | Оценка                |
| Absolute Games        | 70 %                  |
| «Домашний ПК»         | [ 13 ]                |
| «Игромания»           | 8,0 / 10              |
| «Страна игр»          | 7,0 / 10              |

«Impossible Creatures» (с англ. — «Невероятные существа») — стратегия реального времени от разработчика Relic Entertainment в содействии с Microsoft Game Studios. Главной особенностью игры является то, что все армии создаются лично игроком. Эти армии состоят из девяти существ: каждое является комбинацией двух любых животных из 76-и (51 без дополнения). Многие из животных имеют врождённые способности, добавляющие больше стратегических возможностей в игру.
Компания «Relic» позже выпустила бесплатное дополнение под названием «Insect Invasion» (рус. Вторжение насекомых), добавляющее новых существ и способности в игру. Последнее официальное дополнение для игры вышло в 2004 году, после чего «Relic» объявила, что не планирует выпускать продолжение для «Impossible Creatures».

## Обзор

### Кампания
Этот режим состоит из 15 связанных заданий, действие которых происходит на архипелаге островов в южной части Тихого океана известном как Исла Вариатас. Многие острова имеют совершенно различные климатические условия (джунгли, пустыни, заснеженные равнины), несмотря на то что все находятся в одной части света. Главному герою игры, Рексу Ченсу, приходится собирать ДНК в кампании чтобы добавить больше типов животных в свою армию существ.

### Многопользовательский режим
В игре существует три типа многопользовательской игры: уничтожить вражескую лабораторию (главное здание), уничтожить все здания врага и убить вражеского Рекса Ченса (каждому выдаётся по одному).

## Сюжет
Доктор Эрик Чайников был одним из величайших учёных в истории. После того как неудавшийся эксперимент лишает его жены, он уходит в добровольное изгнание на отдалённый островной архипелаг. Оттуда он объявляет о создании технологии «Сигма», позволяющей ему создавать новых существ из двух обычных животных. Мировое сообщество не обращает никакого внимания на Чайникова, которого все считают свихнувшимся.
В 1937 году Чайников посылает своему сыну Рексу письмо, умоляя его навестить отца. Рекс Ченс — в прошлом военный журналист — отправляется на архипелаг. Там он узнаёт, что его отец был убит главным антагонистом игры — Аптоном Джулиусом — и клянётся отомстить убийце. В этом ему помогает помощница усопшего, доктор Люси Уиллинг. С её помощью, Рекс быстро понимает как работает Сигма и узнаёт о прошлом своей семьи. Проводя всё больше времени возле Сигмы, он осознаёт что в нём пробуждаются латентные способности. Эти способности, по сути, делают его сверхчеловеком, позволяя ему помогать своим существам в бою.
Прогресс Люси и Рекса тормозят верные помощники Джулиуса: Уайти Хутен, китобой с медленными, но мощными существами, Велика Ла Пет, орнитолог-аристократка, чья армия, в основном, состоит из летающих существ, и доктор Отис Гэнглион — сумасшедший учёный-ветеринар, чьи существа можно смело называть адскими отродьями.
В конце игры, главным героям удаётся уничтожить Джулиуса и его приспешников. Но затем раскрывается причина латентных способностей Рекса — он является случайным первичным результатом опытов с Сигмой, человеком с ДНК тысяч животных. Финальная заставка (сцена объятий с Люси) показывает, что глаза Рекса не имеют зрачков, что также случается с существами, созданными Сигмой.